# شردنية
الشردنية (الاسم العلمي:Chardinia) هي جنس نباتي أحادي النوع يتبع فصيلة النجمية من رتبة النجميات. سمي هذا الجنس من قبل عالم النبات الفرنسي رينيه لويش ديفونتين (بالفرنسية: René Louiche Desfontaines)‏ تكريماً للرحالة الفرنسي جون شردن (1643-1713) (بالإنجليزية: Jean-Baptiste Chardin)‏.